# Campionato sudamericano femminile di calcio 2006
Il Campionato sudamericano femminile di calcio 2006 (in spagnolo Sudamericano Femenino 2006) si disputò dal 10 al 26 novembre 2006 a Mar del Plata, Argentina.
Il torneo fu vinto dall'Argentina, al primo titolo continentale, davanti a Brasile Uruguay e Paraguay. Argentine e brasiliane guadagnarono l'accesso al Campionato mondiale femminile di calcio 2007, mentre le argentine anche al torneo di calcio ai Giochi della XXIX Olimpiade.

## Partecipanti
Partecipano al torneo le rappresentative delle 10 associazioni nazionali affiliate alla Confederación sudamericana de Fútbol (CONMEBOL):
| - Argentina - Bolivia - Brasile - Cile - Colombia |  | - Ecuador - Paraguay - Perù - Uruguay - Venezuela |

## Città e Stadi
La federazione argentina scelse una sola sede per tutte le 26 gare del torneo:
| Città         | Stadio                     | Posti  |
| ------------- | -------------------------- | ------ |
| Mar del Plata | Estadio José María Minella | 35 354 |

## Fase a gironi

### Gruppo A

#### Classifica
| Pos. | Squadra   | Pt | G | V | N | P | GF | GS | DR  |
| ---- | --------- | -- | - | - | - | - | -- | -- | --- |
| 1.   | Argentina | 12 | 4 | 4 | 0 | 0 | 17 | 1  | +16 |
| 2.   | Uruguay   | 6  | 4 | 2 | 0 | 2 | 4  | 4  | 0   |
| 3.   | Ecuador   | 4  | 4 | 1 | 1 | 2 | 4  | 5  | -1  |
| 4.   | Colombia  | 4  | 4 | 1 | 1 | 2 | 4  | 11 | -7  |
| 5.   | Cile      | 3  | 4 | 1 | 0 | 3 | 5  | 13 | -8  |

#### Risultati
| Arbitro: | Marilyn Angulo |

|           |           |                  |
| Reyes 34’ | Marcatori | 39’, 50’ Velarde |

| Arbitro: | Norma González |

|                        |           |           |
| Almeida 4’ Potassa 63’ | Marcatori | 11’ Souza |

| Arbitro: | María Alvarado |

|             |           |  |
| Moscoso 17’ | Marcatori |  |

| Arbitro: | Marilyn Angulo |

|  |           |                                                                                       |
|  | Marcatori | 4’, 22’ Potassa 8’ Coronel 27’ Almeida 30’ Ojeda 70’ Gómez 79’ Huber 86’ Hirmbruchner |

| Arbitro: | María Alvarado |

|  |           |           |
|  | Marcatori | 54’ Gómez |

| Arbitro: | Norma González |

|                  |           |                           |
| Gaete 71’ (aut.) | Marcatori | 8’ Arias 81’, 87’ Quezada |

| Arbitro: | Norma González |

|                                  |           |            |
| Quinteros 43’ Barrera 76’ (aut.) | Marcatori | 4’ Quezada |

| Arbitro: | Cándida Colque |

|                       |           |                         |
| Velarde 28’ Vivas 47’ | Marcatori | 62’ Saavedra 69’ Molina |

| Arbitro: | Marilyn Angulo |

|                                                             |           |  |
| Gómez 3’ Vallejos 21’, 52’ Quiñónez 27’ Huber 46’ Ojeda 57’ | Marcatori |  |

| Arbitro: | María Alvarado |

|             |           |  |
| Laborda 67’ | Marcatori |  |

### Gruppo B

#### Classifica
| Pos. | Squadra   | Pt | G | V | N | P | GF | GS | DR  |
| ---- | --------- | -- | - | - | - | - | -- | -- | --- |
| 1.   | Brasile   | 12 | 4 | 4 | 0 | 0 | 18 | 2  | +16 |
| 2.   | Paraguay  | 9  | 4 | 3 | 0 | 1 | 11 | 7  | +4  |
| 3.   | Venezuela | 4  | 4 | 1 | 1 | 2 | 4  | 10 | -6  |
| 4.   | Perù      | 3  | 4 | 1 | 0 | 3 | 3  | 7  | -4  |
| 5.   | Bolivia   | 1  | 4 | 0 | 1 | 3 | 4  | 14 | -10 |

#### Risultati
| Arbitro: | Florencia Romano |

|          |           |              |
| Ríos 52’ | Marcatori | 53’ Espinosa |

| Arbitro: | Adriana Correa |

|             |           |                                                |
| Alarcón 69’ | Marcatori | 19’, 53’ Cristiane 46’ Daniela Alves 59’ Aline |

| Arbitro: | Patricia Da Silva |

|  |           |                         |
|  | Marcatori | 6’ Cristiane 80’ Elaine |

| Arbitro: | Jesica Di Iorio |

|           |           |                                                           |
| Morón 40’ | Marcatori | 1’ Ortiz 8’, 43’ Quintana 56’ (rig.) Alarcón 83’ Martínez |

| Arbitro: | Estela Alvarez |

|            |           |                          |
| Lovera 20’ | Marcatori | 63’, 81’ Cuevas 66’ Vega |

| Arbitro: | Patricia Da Silva |

|                                   |           |             |
| Chinchilla 61’ (aut.) Dorador 63’ | Marcatori | 8’ Zamorano |

| Arbitro: | Florencia Romano |

|                                                               |           |                  |
| Daniela Alves 7’ Cristiane 8’, 22’, 60’ Mônica 13’ Elaine 44’ | Marcatori | 43’ (rig.) Morón |

| Arbitro: | Jesica Di Iorio |

|                 |           |  |
| Ferrer 29’, 73’ | Marcatori |  |

| Arbitro: | Adriana Correa |

|                      |           |                    |
| Vega 67’, 81’ (rig.) | Marcatori | 87’ (rig.) Tristán |

| Arbitro: | Estela Mary Alvarez |

|                                                                              |           |  |
| Daniela Alves 1’ Renata Costa 12’ Michele 27’, 45’ Cristiane 56’ Daniele 81’ | Marcatori |  |

## Girone finale

### Classifica
| Pos. | Squadra   | Pt | G | V | N | P | GF | GS | DR  |
| ---- | --------- | -- | - | - | - | - | -- | -- | --- |
| 1.   | Argentina | 7  | 3 | 2 | 1 | 0 | 4  | 0  | +4  |
| 2.   | Brasile   | 6  | 3 | 2 | 0 | 1 | 12 | 2  | +10 |
| 3.   | Uruguay   | 3  | 3 | 1 | 0 | 2 | 3  | 10 | -7  |
| 4.   | Paraguay  | 1  | 3 | 0 | 1 | 2 | 2  | 9  | -7  |

### Risultati
| Mar del Plata 22 novembre 2006 | Argentina      | 0 – 0 | Paraguay | Estadio José María Minella\| Arbitro: \| María Alvarado \| |
| Arbitro:                       | María Alvarado |       |          |                                                            |

| Arbitro: | Adriana Correa |

|                                                                                  |           |  |
| Daniela Alves 11’, 23’ (rig.) Grazielle 47’, 86’ Elaine 64’ Cristiane 72’ (rig.) | Marcatori |  |

| Arbitro: | Cándida Colque |

|                        |           |  |
| Gerez 71’ Manicler 76’ | Marcatori |  |

| Arbitro: | Marilyn Angulo |

|                                                                       |           |  |
| Cristiane 6’, 27’ (rig.), 62’, 64’ Daniela Alves 36’ Renata Costa 68’ | Marcatori |  |

| Arbitro: | Adriana Correa |

|                     |           |                 |
| Souza 27’, 62’, 67’ | Marcatori | 17’, 44’ Cuevas |

| Arbitro: | Patricia Da Silva |

|                          |           |  |
| González 66’ Potassa 68’ | Marcatori |  |

## Classifica marcatrici
12 reti
- Cristiane

6 reti
- Daniela Alves

4 reti
- Irma Cuevas
- Angélica Souza
- María Belén Potassa

3 reti
- Elaine
- Rosana Itatí Gómez
- Nathalie Quezada
- Mónica Vega
- Mabel Velarde

2 reti
- Analía Almeida
- Clarisa Huber
- Andrea Ojeda
- Fabiana Vallejos
- Janeth Morón
- Renata Costa
- Grazielle
- Michele
- Mirta Alarcón
- Dulce María Quintana
- Liria Ferrer

1 reti
- Mariela Coronel
- Marisa Gerez
- Eva Nadia González
- Analía Hirmbruchner
- Ludmila Manicler
- Florencia Quiñones
- Analisse Ríos
- Maitté Zamorano
- Aline
- Daniele
- Mônica
- Valeska Arias
- Karina Reyes
- Daniela Molina
- Luisa Moscoso
- Yulied Saavedra
- Marianela Vivas
- Lourdes Martínez
- Lourdes Ortiz
- Gladys Dorador
- Miryan Veruzhka
- Alejandra Laborda
- Carla Quinteros
- Haidlyn Espinosa
- Elvis Lovera

autoreti
- Guadalupe Chinchilla (1, pro Perù)
- María José Barrera (1, pro Uruguay)
- Belén Gaete (1, pro Colombia)